# Gnamptogenys vriesi
Gnamptogenys vriesi är en myrart som beskrevs av Brandao och John E. Lattke 1990. Gnamptogenys vriesi ingår i släktet Gnamptogenys och familjen myror. Inga underarter finns listade i Catalogue of Life.